# Championnat d'Autriche de football 1961-1962
 (octobre 2018).
Si vous disposez d'ouvrages ou d'articles de référence ou si vous connaissez des sites web de qualité traitant du thème abordé ici, merci de compléter l'article en donnant les références utiles à sa vérifiabilité et en les liant à la section « Notes et références ».
Navigation
Saison précédente Saison suivante
La saison 1961-1962 du Championnat d'Autriche de football était la 51e édition du championnat de première division en Autriche. La Staatsliga A regroupe les 14 meilleurs clubs du pays au sein d'une poule unique où ils s'affrontent deux fois au cours de la saison, à domicile et à l'extérieur. À la fin de la saison, les 3 derniers du classement sont relégués et remplacés par les 3 meilleurs clubs de Regionalliga.
C'est le FK Austria Vienne, tenant du titre, qui remporte à nouveau le championnat en terminant en tête du classement final, avec 4 points d'avance sur le Linzer ASK et 6 sur le SK Admira Vienne Energie, promu de Regionalliga. C'est le 6e titre de champion d'Autriche de l'histoire du club, qui réalise le doublé en battant le Grazer AK en finale de la Coupe d'Autriche.

## Les 14 clubs participants
| - Wiener Sport-Club - SK Rapid Vienne - Kapfenberger SV - Promu de Regionalliga - First Vienna FC - 1. Simmeringer SC - 1. Wiener Neustädter SC - Wiener AC | - Linzer ASK - SVS Linz - SK Admira Vienne Energie - Promu de Regionalliga - FK Austria Vienne - Grazer AK - 1. Schwechater SC - Salzburger AK - Promu de Regionalliga |

## Compétition

### Classement
Le barème utilisé pour établir le classement est le suivant :
- Victoire : 2 points
- Match nul : 1 point
- Défaite : 0 point

| Rang | Équipe                     | Pts | J  | G  | N  | P  | Bp | Bc | Diff |
| ---- | -------------------------- | --- | -- | -- | -- | -- | -- | -- | ---- |
| 1    | FK Austria Vienne T C      | 42  | 26 | 19 | 4  | 3  | 65 | 23 | +42  |
| 2    | Linzer ASK                 | 38  | 26 | 16 | 6  | 4  | 69 | 40 | +29  |
| 3    | SK Admira Vienne Energie P | 36  | 26 | 16 | 4  | 6  | 56 | 34 | +22  |
| 4    | Wiener Sport-Club          | 32  | 26 | 12 | 8  | 6  | 58 | 39 | +19  |
| 5    | SK Rapid Vienne            | 31  | 26 | 12 | 7  | 7  | 58 | 32 | +26  |
| 6    | Wiener AC                  | 27  | 26 | 11 | 5  | 10 | 47 | 37 | +10  |
| 7    | Grazer AK                  | 27  | 26 | 10 | 7  | 9  | 43 | 42 | +1   |
| 8    | SVS Linz                   | 26  | 26 | 10 | 6  | 10 | 47 | 50 | -3   |
| 9    | 1. Simmeringer SC          | 24  | 26 | 7  | 10 | 9  | 37 | 62 | -25  |
| 10   | 1. Schwechater SC          | 23  | 26 | 9  | 5  | 12 | 50 | 68 | -18  |
| 11   | First Vienna FC            | 21  | 26 | 8  | 5  | 13 | 44 | 44 | 0    |
| 12   | Kapfenberger SV P          | 16  | 26 | 5  | 6  | 15 | 29 | 53 | -24  |
| 13   | 1. Wiener Neustädter SC    | 13  | 26 | 4  | 5  | 17 | 30 | 57 | -27  |
| 14   | Salzburger AK P            | 8   | 26 | 1  | 6  | 19 | 27 | 79 | -52  |

|  | Qualification pour la Coupe des clubs champions 1962-1963                    |
|  | Qualification pour la Coupe des Coupes 1962-1963                             |
|  | Qualification pour la Coupe des villes de foires 1962-1963                   |
|  | Relégation directe en Regionalliga                                           |
|  | T Tenant du titre C Vainqueur de la Coupe d'Autriche P Promu de Regionalliga |

## Bilan de la saison
| Championnat d'Autriche de football 1961-1962 |                              |
| Champion                                     | FK Austria Vienne (7e titre) |
| Coupes et trophées                           |                              |
| Vainqueur de la Coupe d'Autriche 1961-1962   | FK Austria Vienne            |
| Qualifications continentales                 |                              |
| Coupe d'Europe des clubs champions 1962-1963 | FK Austria Vienne            |
| Coupe des Coupes 1962-1963                   | Grazer AK                    |
| Coupe des villes de foires 1962-1963         | SK Rapid Vienne              |
| Promotions et relégations                    |                              |
| Promus en Staatsliga A                       | SK Austria Klagenfurt        |
| Promus en Staatsliga A                       | SV Austria Salzbourg         |
| Promus en Staatsliga A                       | Wacker AC                    |
| Relégués en Regionalliga                     | Kapfenberger SV              |
| Relégués en Regionalliga                     | 1. Wiener Neustädter SC      |
| Relégués en Regionalliga                     | Salzburger AK                |